# Mossega rosea
Mossega rosea is een insect uit de familie van de mierenleeuwen (Myrmeleontidae), die tot de orde netvleugeligen (Neuroptera) behoort. 
Mossega rosea is voor het eerst wetenschappelijk beschreven door New in 1985.